# Otok ljubezni
Otok ljubezni je naravni otok na reki Muri v vasi Ižakovci (občina Beltinci), hkrati pa tudi priljubljena izletniška točka. Ime Otok ljubezni obstaja že od nekdaj, tako naj bi ga poimenovali, ker so se tam kopali zlasti zaljubljenci, tudi grajska gospoda. 

### Ljubezen med bogato grofico in revnim mlinarjem
O tem kraju od ust do ust kroži več zgodb, med katerimi je zagotovo zelo znana tista o grofici Mariji Zičijevi z Beltinškega grada. Ta se je tu namreč rada kopala, češ da se človek ob obisku otoka vanj preprosto zaljubi. 
O dobrosrčni grofici Mariji ali Micki, ki je imela sestri Teodoro (Fodoro, Božidaro) in Anastazijo (Asto) - medtem ko o Fridi ni posebnih podatkov - kroži med ljudstvom več zgodb. Ena od njih je povezana tudi z Otokom ljubezni pri Ižakovcih. Zabeležil jo je zaljubljenec v starožitnosti - priljubljeni zdravnik Szepessy. Zgodba pripoveduje o ljubezni med bogato grofico in revnim mlinarjem, ki se je zaradi ukoreninjenih predsodkov - da se ljudje plave krvi ne smejo poročati z navadnimi smrtniki - nesrečno končala.
Zgodba se je odvijala na tako imenovanem Otoku ljubezni, ki so mu starejši domačini pravili Sigeti. Baje si je mladenič vzel življenje; grofica pa ga je celo življenje ohranila v lepem spominu in se ni nikoli poročila. Imela je še posebno usmiljeno srce do nesrečnih zaljubljencev, ki jih je rada poslušala in jim dajala dobre nasvete, naj se ne prenaglijo z nepremišljenimi potezami, ampak naj znajo malo potrpeti, čakati in tudi odpuščati. 
Grofica Marija je bila še posebno vesela, če je videla zadovoljne in srečne zaljubljence, ki so končali svojo romantiko v zakonskem pristanu, okronanem s cerkveno poroko v njeni, Beltinski cerkvi svetega Ladislava, kjer je tudi pokopana v grofovski kapeli.

### Plavajoči mlin in Büjraški dnevi
Lokalno turistično društvo na Otoku ljubezni prireja različne dejavnosti, med drugim tako imenovane Büjraške dneve, ki potekajo vsako leto od 1991 v avgustu ter na njih predstavljajo stara ročna dela ljudi, ki so živeli ob Muri. V hiši ob mlinu najdete stalno zbirko Büjraštvo na reki Muri, pa tudi prodajalno z domačimi izdelki (moka, pijača ...) in turistično informacijsko pisarno.
Na Otoku ljubezni sta tudi plavajoči mlin - edini tovrstni v Sloveniji - in brod, s katerim še danes ohranjajo nekdanji način prečkanje Mure. Leseni mlin, kot ga dandanes vidite v Ižakovcih, so leta 1999 zgradili po prvotnih, izvirnih načrtih mlinov na reki Muri, ki so bili včasih res številčni. Mlin stoji na dveh čolnih, v njem pa mlinar po tradicionalnem postopku melje različne vrste žita. Brod v Ižakovcih pa je sestavljen iz dveh plitvih čolnov, ki sta povezana s ploščadjo. Na njej je uta, vse skupaj pa je pritrjeno na jekleno vrv. Brod še dandanes uporabljajo za prečkanje reke Mure.